# Feminismo en Francia
El feminismo en Francia nació a mediados del siglo XIX pero mucho antes algunas personalidades se preocuparon por la igualdad de derechos y equidad de género entre hombres y mujeres.

## Historia

### Inicios
Christine de Pisan (nacida en 1364 y fallecida en 1430) es la autora de la Cité des Dames (1404-1405) y del Libro de las tres virtudes en la enseñanza de las damas (1405). De Pisan aparece referenciada en los textos de Simone de Beauvoir como la primera mujer en denunciar la misoginia.
En el siglo XVII otros referentes, como Marie de Gournay o François Poullain de La Barre, toman la antorcha de la liberación de las mujeres. La principal demanda es el acceso a la educación para las jóvenes, pero esta lucha se inicia mucho antes de dar frutos. La educación de las niñas es llevada a cabo por monjas y con frecuencia se limitan a enseñar catecismo y la lectura, descuidando la escritura.

### Periodo revolucionario
La Revolución francesa fue un período durante el cual los derechos de la mujer fueron objeto de muchos debates. Durante la convocatoria de los Estados Generales, las mujeres y monjas nobles pueden ser representadas por el orden al que pertenecen. En cuanto a las mujeres del pueblo, desde los Cuadernos de quejas reclaman la mejora de su situación. El derecho a la educación está en cabeza de las reivindicaciones.

#### El marqués de Condorcet
El marqués de Condorcet ya en 1787 defendió la igualdad entre mujeres y hombres en las Cartas de un burgués de New Haven a un ciudadano de Virginia. Durante la Revolución, propuso, en un artículo en el Journal de la Société de 1789 : Sobre la admisión de mujeres al derecho de la ciudad publicado el 3 de julio de 1790 que se otorgara el derecho de voto a las mujeres.

#### Olympe de Gouges
En 1791, Olympe de Gouges redactó la Declaración de los Derechos de las Mujeres y los Ciudadanos y pidió que se les devolviera a las mujeres los derechos naturales que les habían quitado los prejuicios. Reclama los mismos derechos civiles que los otorgados a los hombres. Su lucha no se limita a la política y también exige que se creen maternidades que permitan a las mujeres dar a luz en mejores condiciones. Ella imagina un sistema de protección materno-infantil y campañas para la abolición del matrimonio religioso que sería reemplazado por un contrato de sociedad civil. Sus opiniones políticas la acercaron a los girondinos y durante la purga organizada por los montañeses fue guillotinada en 1793.

### Primera ola del feminismo

#### Desde los orígenes a 1914

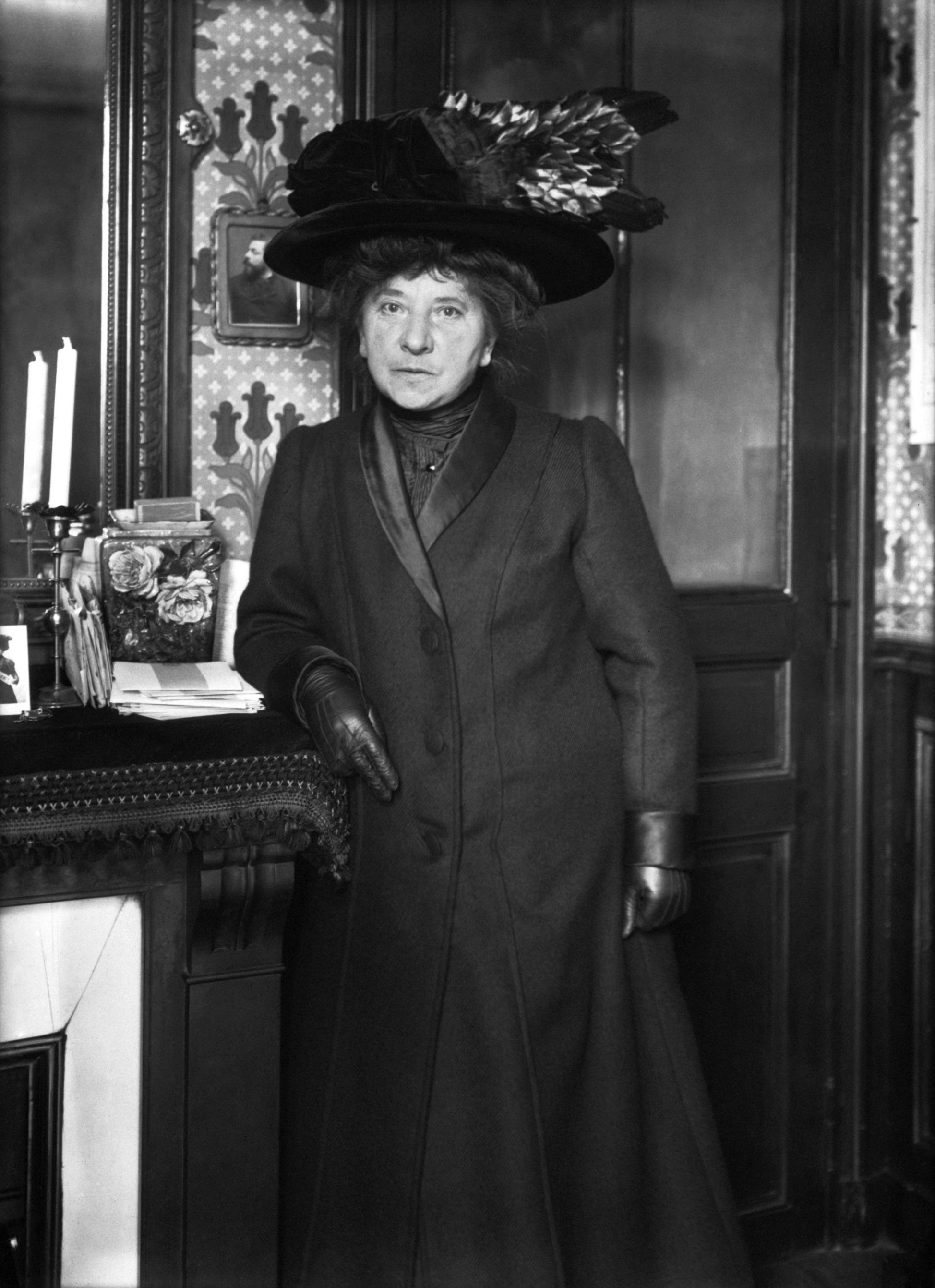
Hubertine Auclert en 1910

Las primeras feministas francesas aparecieron en Francia después de la década de 1860. André Léo, seudónimo de Léodile Champseix aprovecha la relativa libertad promovida por el Segundo Imperio en sus inicios, para publicar obras dedicadas a la igualdad de género. En 1866, creó la "Asociación para la mejora de la educación de las mujeres" y en 1868, publicó un texto que defiende la igualdad de los sexos, que es el origen del primer grupo feminista francés. Otras mujeres también defienden la idea de la liberación de las mujeres como Julie Daubié, la primera mujer en obtener el bachillerato en 1861, Paule Minck, Amélie Bosquet, Adèle Esquiros, etc.  . Todo este pensamiento se traduce en la creación de periódicos como Le Droit des femmes por Léon Richer en 1869 y asociaciones como la "Sociedad para la Reclamación de los Derechos Civiles de las Mujeres" creada por André Léo también en 1869. Los diferentes movimientos para la mejora de la condición femenina no siempre coinciden en lo esencial. Algunas enfatizan la educación de las niñas, mientras que otras exigen sobre todo la igualdad civil.
En 1878, se celebró el Congreso internacional de derecho de las mujeres, que trabajó principalmente para mejorar la ley en la vida cotidiana (derecho laboral, reconocimiento del trabajo doméstico, etc.) y no se preocupó de los derechos políticos. Aparte de una minoría, de la cual forma parte Hubertine Auclert, nadie exige la igualdad completa de hombres y mujeres. Si los socialistas en los primeros días de la República apoyaron esta idea, rápidamente la olvidaron a partir del Congreso de Le Haya en 1880. El final del siglo XIX es un período de mejoras limitadas en la condición de las mujeres, cuyas funciones deben limitarse a las de la esposa y la madre. También está marcado por el nacimiento de grupos feministas cuyo objetivo es la igualdad total. La mayoría de las feministas abogan por una estrategia a largo plazo con una progresión continua de derechos. En este movimiento moderado se encuentran la "Sociedad para la Mejora del Destino de las Mujeres" fundada en 1878 y presidida por Maria Deraismes y la "Liga Francesa de Derechos de las Mujeres" fundada en 1882 por Léon Richer. Sin embargo, algunas mujeres son mucho más contundentes como Hubertine Auclert, que aboga por la huelga fiscal y quiere registrar a las mujeres en las listas electorales. El 14 de julio de 1881, organizó la primera manifestación feminista, oponiéndose a la toma de la Bastilla y a la negativa a otorgar derechos a las mujeres. También es ella quien le da a la palabra feminismo su sentido actual de lucha para mejorar la condición de la mujer. De hecho, hasta entonces la palabra era un término médico utilizado para designar sujetos masculinos cuyo desarrollo de la virilidad se ha detenido, o, en la pluma del hijo de Alexandre Dumas, un término peyorativo.
En la década de 1890, el número de asociaciones feministas aumentó; cada una con diferentes sensibilidades. En 1891, se creó la Federación Francesa de sociedades feministas para unirlas. Estas asociaciones multiplicaron las acciones para desarrollar los derechos de las mujeres, en particular los derechos civiles. Cabe señalar, sin embargo, que muchas de estas asociaciones tienen una naturaleza filantrópica y combinan acciones con sus demandas para ayudar a los pobres. Esto no es siempre del gusto de las feministas radicales. Frente a estas solicitudes, los poderes establecidos otorgan nuevos derechos, como el derecho al divorcio, pero intentan enviar a las mujeres sin cesar, una y otra vez de vuelta a casa. Así, en 1889, el "Congreso Internacional del Derecho de las Mujeres" pasó a llamarse "Congreso de Obras e instituciones femeninas" y la presidencia estuvo a cargo de un hombre, Jules Simon . Para tratar esto, las feministas, en junio de 1889, bajo la dirección de Léon Richer y Maria Deraismes, organizaron el Congreso del Derecho de las Mujeres. Otras feministas comparten este punto de vista como Marguerite Durand . Creó el periódico La Fronde para dar a conocer las acciones feministas.
El feminismo francés se divide así entre organizaciones sometidas y movimientos radicales. Los primeros cooperan con el gobierno en el poder, mientras que los segundos critican la debilidad de este tipo de movimiento. Un caso ejemplar es la creación en abril de 1901 del Consejo Nacional de Mujeres Francesas marcado por el protestantismo. En sus inicios, el consejo no era feminista, sino que evolucionó poco a poco y en 1907, 102 organizaciones, agrupando a 73,000 miembros, formaban parte de la organización. Las feministas terminaron tomando el control y en 1909 el consejo creó la Unión Francesa para el Sufragio Femenino, cuyo propósito era crear un partido feminista. La Unión también está cerca del movimiento por la templanza: Jeanne Schmahl su fundadora y Cécile Brunschvicg, quien se convirtió en subsecretaria de Estado para el gobierno de Blum y dirigió la Unión desde 1924 hasta 1946, también son miembros de la Liga para la Recuperación de la Moralidad Pública, que lucha contra la pornografía (entendida en un sentido muy amplio), la prostitución y el alcoholismo. 
El número de miembros de la Unión aumentó rápidamente y pasó de 6.000 en 1912 a 12.000 en 1914. Sin embargo, el consejo fue fuertemente criticado por feministas como Madeleine Pelletier y Hubertine Auclert que le reprocharon sus vínculos con la iglesia protestante y su pusilanimidad. Esta época dorada del feminismo también está marcada por la circulación de numerosos periódicos como La Suffragiste de Madeleine Pelletier en el que se discuten todos los temas (derecho al voto, acoso sexual, etc.)

### De 1914 a 1945
Durante la Primera Guerra Mundial, la mayoría de las organizaciones de mujeres se unieron para sumar esfuerzos en relación con la guerra y dejaron de lado sus peticiones electorales. A pesar de esta sumisión y la evolución del puesto de las mujeres que reemplazan a los hombres que se fueron al frente, la ley y las mentalidades cambian poco. La mujer debe quedarse en casa y someterse a su esposo. Por lo tanto, el trabajo femenino se considera un mal necesario. La era inmediata de la posguerra no cambia la situación y los movimientos feministas ya no están en una fase de combate contra la ideología masculina. Las feministas continúan exigiendo la igualdad de derechos, pero al mismo tiempo aceptan la imagen ideal de una ama de casa. Esto es aún más importante ya que la disminución de la población causada por la guerra conduce a una política familiar proactiva. Por lo tanto, la mayoría de las feministas están de acuerdo con las leyes contra el aborto aprobadas en 1920. Sin embargo, esta identidad femenina vinculada a la maternidad también sirve para exigir la mejora de la condición de las mujeres, y en particular de las mujeres trabajadoras. Para proteger a las madres, la ley debe otorgarles derechos El derecho al voto es siempre una fuerte demanda que se vuelve más apremiante a medida que otros estados lo otorgan a las mujeres. Después de Rusia en 1917, Inglaterra en 1918, Alemania en 1919 y Estados Unidos en 1920, el atraso francés parece incoherente. En 1919, a propuesta de René Viviani y Aristide Briand, la Asamblea Nacional votó el derecho de las mujeres al voto pero el Senado rechazó el proyecto de ley en 1922. Esto no desalienta a las feministas que multiplican las acciones. Algunas militan en partidos políticos, otras distribuyen folletos, colocan carteles o se manifiestan.  A pesar de esto, nada cambió y, por el contrario, en la década de 1930 la situación empeoró. El aumento del desempleo vinculado a la crisis económica está enviando a las mujeres a sus hogares. La opinión pública, cualquiera que sea su orientación política, considera en su mayor parte que el lugar natural de las mujeres es estar en casa para cuidar a su esposo e hijos. Algunas feministas rechazan esto y, bajo la influencia de Louise Weiss, organizan acciones en la calle para mejorar la visibilidad de su lucha. En 1935, las mujeres se encadenaron a la Columna de Julio y en 1936 interrumpieron las carreras de caballos de Longchamps . 
En 1935 y luego en 1936, la asamblea nacional aceptó el sufragio femenino pero el Senado todavía se negó a aceptar el proyecto de ley, impidiendo por tanto el avance.  Una notable excepción a esta subyugación de las mujeres es la ley sobre los derechos civiles de las mujeres casadas, aprobada el 18 de febrero de 1938. Aunque el esposo sigue siendo el jefe de la familia, la esposa puede realizar varios actos de la vida civil, como abrir una cuenta o estudiar sin la autorización de su esposo. El lugar de las mujeres bajo el régimen de Vichy está en casa y esta ideología no tiene dificultades para afirmarse, ya que ya estaba presente en los años anteriores a la guerra. La restauración de la República después de la victoria aliada trajo consigo el derecho al voto y el derecho a ser elegible para las mujeres. En estos años de reconstrucción, este avance ni siquiera se presenta, como si pareciera normal. Sin embargo, esta victoria no significa que la imagen de la mujer haya sido puesta en duda. Como después de la Primera Guerra Mundial, la maternidad se valora para compensar las muertes y nacimientos que no tuvieron lugar durante los años de ocupación. 

### Segunda ola del feminismo

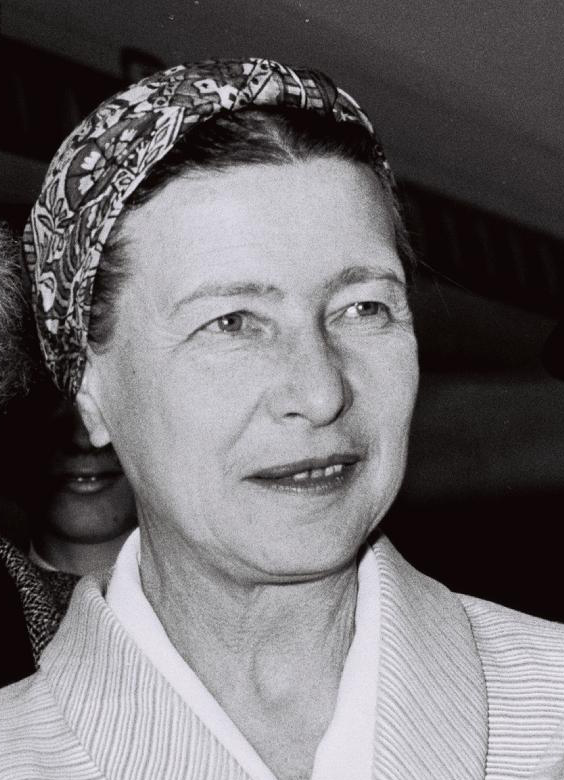
Simone de Beauvoir en marzo de 1967.

Las organizaciones feministas se marchitaron durante la década de 1950. No fue sino hasta la década de 1960 cuando recuperaron el vigor con el objetivo de controlar la procreación.
Una de las fuentes de esta segunda ola de feminismo es la publicación, en 1949, del ensayo de Simone de Beauvoir, El Segundo Sexo. En este trabajo, la autora muestra cómo la sociedad construye el género femenino a partir del determinismo biológico y cómo la mujer aparece, en la imaginación masculina, como "la otra". El discurso feminista y existencialista de este trabajo tiene una gran influencia en las lectoras, quienes también se inspirarán en los movimientos anglosajones, el Women's Lib (Movimiento de liberación de las mujeres), para liderar sus batallas.
A principios de los 60 se crea el Mouvement Démocratique Féminin (MDF) como laboratorio socialista y feminista de ideas. 
En 1964 se publica en la colección de Colette Audry La condition de la française d'aujourd'hui de Andrée Michel y Geneviève Texier y un año después, en 1965 la traducción al francés de La mística de la feminidad de Betty Friedan, traducción realizada por Yvette Roudy, acompaña la radicalización del movimiento que contrasta con los años 50. Son frecuentes las expresiones «mujer-colonizada» «descolonización de las mujeres» o «liberación de las mujeres»
En 1965 en la campaña presidencial de François Mitterrand bajo la influencia del MDF éste plantea públicamente la situación de las mujeres en relación con la maternidad y a la contracepción. Fue Marie-Thérèse Eyquem presidenta del MDF quien le abrió los ojos a la necesidad de luchar por los derechos de la mujer, una ayuda preciosa para la conquista del poder (eran 39% para votar por él en 1965, 49% en 1981 y 55% en 1988). Contrasta según los análisis cómo el tema de contracepción se puso sobre la mesa en las elecciones de 1965 y no se tuvo en cuenta en el nuevo Partido Socialista nacido en Épinay en 1971 a pesar de que en ese momento se estaban realizando numerosas acciones para reivindicar por parte del movimiento feminista «contracepción y aborto libre y gratuito».
En 1967 la ley Neuwirth autoriza la contracepción bajo vigilancia. 
A fines de la década de 1960, se formaron grupos feministas sin unificarse. El acercamiento se realizó a partir de 1970, aunque la fecha exacta estaba sujeta a controversia, y las acciones se organizaron a partir de ese año. En mayo, el periódico L'Idiot internacional  de Jean-Edern Hallier publicó Combat pour la liberation des femmes . Este texto fue seguido por una acción el 26 de agosto de 1970, cuando las mujeres, entre ellas Christiane Rochefort y Monique Wittig, intentaron colocar una corona de flores debajo del Arco del Triunfo en homenaje a la esposa del Soldado Desconocido . Es esta fecha la que a menudo se usa para marcar el nacimiento del Mouvement de Libération des Femmes.
Las activistas tienen la impresión de quedarse atrás en mayo de 1968 y quieren transformar la sociedad que parece reservarles solo un papel doméstico o técnico. Las principales batallas se refieren al reconocimiento del trabajo doméstico, la liberación de la sexualidad y el derecho al aborto libre y gratuito. En 1971, por iniciativa de los periodistas Jean Moreau y Nicole Muchnik, Simone de Beauvoir escribió el manifiesto de las 343 . Esta petición firmada por 343 Francesas, conocidas o desconocidas, que tuvieron un aborto, exponiéndose en ese momento a un proceso penal, aparece publicado en Le Nouvel Observateur del 5 de abril y comienza con estas palabras. : 

Un millón de mujeres abortan cada año en Francia. Lo hacen en condiciones peligrosas debido a la clandestinidad a la que están condenadas, mientras que esta operación, practicada bajo supervisión médica, es muy simple. Guardamos silencio sobre estos millones de mujeres. Declaro que soy una de ellas. Declaro que he tenido un aborto. Así como exigimos acceso gratuito a anticonceptivos, exigimos aborto libre

. El derecho al aborto se ganará cuando se adopte la Ley Veil del 17 de enero de 1975 que despenaliza la interrupción voluntaria del embarazo.
Anteriormente, las luchas feministas ya habían permitido la legalización del derecho a la anticoncepción en 1967 y 1974. En otros puntos, las mujeres también logran alcanzar la igualdad. Concursos mixtos de servicio público en 1974, prohibición de despidos motivados por género o situación familiar de las personas, introducción del divorcio por consentimiento mutuo.
Sin embargo las feministas de la segunda ola no pusieron atención a la transformación del sistema político después del 68. Las activistas del MLF no se interesan por los procesos electorales y no apoyan oficialmente ningún partido.

## Situación actual
Desde la década de 1970, que marcó un hito para el movimiento feminista francés, se han logrado muchos avances, en particular políticos, en la dirección de una mayor igualdad entre hombres y mujeres. Los movimientos feministas que han logrado ganar muchas batallas, el fervor militante a favor de las mujeres, por lo tanto, ha disminuido un poco. Dicho esto, cabe señalar que algunos movimientos contemporáneos ( Me Tooo, en francés la campaña "Balance ton porc", las Femen, etc.) anuncian una vuelta a la causa feminista en el debate francés a principios del siglo XXI. Mientras que los movimientos feministas de la segunda mitad del siglo XX apuntaron especialmente a cuestiones de derechos, los movimientos y los debates actuales se están centrando más en las cuestiones de la opresión, el sexismo, el acoso callejero. En consecuencia, los debates son acalorados, las críticas más virulentas. Este es particularmente el caso de Femen, un grupo feminista de origen ucraniano creado en Francia desde hace más de una década. Considerado muy provocativo por el carácter mediático de su activismo y, por lo tanto, muy criticado por esto (así como por sus ideales antirreligiosos), los miembros de Femen a veces son rechazados por otros grupos feministas.

### Lucha contra la violencia hacia las mujeres en Francia
La denuncia de las violencias sexistas y sexuales y la visibilidad en el espacio público que durante años ha permanecido oculto es otra de las claves del activismo feminista actual en Francia.
El 3 de enero de 2013 se creó la Misión Interministerial para la protección de las mujeres víctimas de violencias y la lucha contra la trata de seres humanos (Mission Interministérielle pour la protection des femmes victimes de violences et la lutte contre la traite des êtres humains MIPROF) para la definición de un plan nacional de formación de profesionales sobre violencias contra las mujeres, la creación de un observatorio nacional y la coordinación nacional contra la trata.
En octubre de 2017 el movimiento #BalanceTonPorc la versión francófona del movimiento a través del hashtag #MeToo denunció las agresiones sexuales y el acoso especialmente en el ámbito profesional que sufrían las mujeres.   Un año después, el 24 de noviembre de 2018, próximo a la convocatoria de la celebración del Día Internacional de Lucha contra la Violencia de Género decenas de miles de personas salieron a la calle reclamando el fin de la violencia hacia las mujeres convocadas con manifiesto firmado por 600 mujeres de diversos ámbitos profesionales (periodistas, políticas, artistas, científicas y activistas feministas), entre ellas la activista feminista Caroline de Hass, la ilustradora Penélope Bagieu, las diputadas Erika Bareights y Clémentine Autain  o Fatima Benomar, la portavoz de éfFRONTé.es liderado por el colectivo #NousToutes. Como reacción a la masiva movilización el gobierno anunció la convocatoria de un "Grenelle des violences conjugales" convocado el 3 de septiembre de 2019 en el que gobierno organiza por primera vez un reuniendo a ministros, grupos sobre el terreno, asociaciones y familias de víctimas para luchar contra los feminicidios. El 23 de noviembre de 2019 el colectivo NousToutes volvió a covocar a miles de personas en una nueva manifestación contra la violencia hacia las mujeres.

## Documentales
- «Simone, Louise, Olympe et les autres: La Grande Histoire des féministes» (2018) de Mathilde Damoisel.[1][2]

- Datos: Q3092684
- Multimedia: Feminism in France / Q3092684

1. ↑  «TV - « Simone, Louise, Olympe et les autres... »». Le Monde.fr (en francés). 11 de marzo de 2018. Consultado el 10 de febrero de 2021.
2. ↑  «Simone, Louise, Olympe et les autres : La Grande Histoire des féministes». www.film-documentaire.fr. Consultado el 10 de febrero de 2021.